# Le Channel
 (décembre 2015).
Si vous disposez d'ouvrages ou d'articles de référence ou si vous connaissez des sites web de qualité traitant du thème abordé ici, merci de compléter l'article en donnant les références utiles à sa vérifiabilité et en les liant à la section « Notes et références ».
 (décembre 2015).
Le Channel est un haut-lieu de la vie culturelle de Calais (Pas-de-Calais), et l'un des 76 en France qui soit labellisé « Scène nationale » par le ministère de la Culture. Depuis 1994, le Channel est installé sur le site des anciens abattoirs de la ville, transformant ainsi un lieu de mort en un lieu de vie. Il contient de multiples salles de spectacles, un bar, un restaurant, et une librairie dirigée par Actes Sud.

## Historique
En janvier 2000, la scène nationale inaugure le Passager, un bar et une salle de 200 places, conçus par François Delarozière, qui permettent de présenter du théâtre, de la danse, de la musique mais aussi des formes d'art beaucoup plus atypiques. Après quelques saisons, le Passager a su séduire spectateurs et artistes.
Tous les partenaires institutionnels ont soutenu le projet de reconversion de l’ensemble des abattoirs en site culturel. L’équipe d’architectes a été désignée en mars 2004. Il s’agit de Patrick Bouchain, associé à François Delarozière. Les travaux ont débuté en janvier 2006 et se sont terminés fin 2007.
- 1983 : Création du Centre de développement culturel de Calais. Le Centre de développement culturel de Calais ne dispose pas de lieu artistique en gestion propre.
- 8 janvier 1991 : Francis Peduzzi est nommé directeur de la scène nationale de Calais. Le Centre de développement culturel de Calais devient le Channel, scène nationale. Il n’a toujours pas de lieu en gestion propre.
- 1994 : Le Channel  s'installe dans les anciens abattoirs de la ville de Calais pour préparer la première édition de Jours de fête à Calais, manifestation liée à l'ouverture du Tunnel sous la Manche.
- 1997 : Toujours pas de lieu artistique en gestion propre. En septembre, le théâtre national de l’Odéon confie à la scène nationale de Calais, pour une année et demie, la cabane, son théâtre mobile. Sa présence change la vie du Channel.
- 1999 : Au mois de février, la cabane de l'Odéon retourne à Paris. L’équipe du Channel décide d’aménager une salle des anciens abattoirs (où elle dispose de locaux administratifs) et d’y implanter une structure mobile. Elle passe commande de l’aménagement de cette salle à François Delarozière, directeur artistique de la compagnie La Machine, sur la base d’un cahier des charges établi par la scène nationale. La moitié du subventionnement de la salle est alimentée par des fonds FEDER, l’autre moitié par les fonds propres du Channel. Le suivi des travaux est assuré par Le Channel.
- Vendredi 21 janvier 2000 : Le Channel inaugure la salle, qui s’appelle le Passager. C'est le début d'un rêve étendu à la totalité du site, celui de rénover l'ensemble des anciens abattoirs et de les transformer entièrement en lieu de vie.
- Juillet 2001 : Tous les partenaires institutionnels du Channel soutiennent le projet désormais engagé de reconversion de l’ensemble des anciens abattoirs en site culturel, confié à la scène nationale.
- 2002 : François Guiguet est chargé de l’étude de programmation architecturale des anciens abattoirs. Francis Peduzzi, directeur du Channel, est nommé chef de projet de la reconversion des anciens abattoirs par décision du conseil municipal de la ville de Calais.
- Vendredi 5 septembre 2003 : La commission d’appel d’offres élargie de la ville de Calais a procédé au choix définitif des trois équipes architecturales qui vont désormais avoir la mission d’élaborer un futur pour les anciens abattoirs dans le cadre d'un marché de définition.
- 2004 : Patrick Bouchain et son agence Construire sont élus. Ils s’associent à l’artiste François Delarozière.
- 2005 : Une cabane de chantier est construite en fin d’année. Lieu de rencontre entre l'équipe du Channel, les ouvriers, le public et les artistes, elle permet notamment à ses hôtes une lecture quotidienne de l'avancée des travaux.
- Janvier 2006 : Début des travaux et adieux à la salle du Passager. Durant la rénovation du site, la cabane de chantier héberge une très large part de la vie artistique du Channel, l'autre part existe dans le chantier même, requérant parfois la présence des ouvriers.
- Juillet 2007 : Démolition de la cabane de chantier. Samedi 1er décembre, Le Channel se dévoile. Près de 6 000 personnes se pressent à l'inauguration du site transformé, malgré les rafales de vent et de pluie.
- Du 27 au 31 décembre 2007 : la cinquième édition de Feux d’hiver révèle en flammes le visage du nouveau Channel.
- Mars 2008 : Première édition des Libertés de séjour, manifestation artistique, humaine et inattendue. Elle est liée à la nouvelle architecture du lieu qui appelle une vie ruisselante à travers tous les membres de son corps, en symbiose avec eux (chapiteau, librairie, restaurant, belvédère, hôtel des artistes, grande halle, Passager, pavillons...). L'équipe du Channel confie cette première édition à la compagnie du Teatro delle Ariette.
- Octobre 2008 : Première édition de Rêve général, manifestation artistique, festive et populaire qui prend le relais de Jours de fête, inaugure une nouvelle aventure, infuse la ville, brouille les repères du temps, envahit la nuit.
- Mars 2009 : Ouverture de la librairie et du bistrot-restaurant, deux espaces nouveaux du Channel.
- 2011 : Première édition d'Entre les lignes, manifestation littéraire, festive et populaire.
- 5 décembre 2015 : Effondrement d'un gradin lors d'un spectacle. Huit personnes sont hospitalisées, dont trois sont grièvement blessés[1].
- Juin 2016 : Long Ma, cheval-dragon et l’araignée Kumo, réalisés par La Machine, ont enchanté les rues de Calais.
- 25 novembre 2016 : Le Channel inaugure une nouvelle tribune signée François Delarozière.